# Oskar Vuollet
Oskar Vuollet, född 3 december 2005 i Skellefteå, är en svensk professionell ishockeyspelare som spelar för Skellefteå AIK i SHL.

## Klubbar
- Skellefteå AIK J20, J20 Nationell (2021/2022 – 2023/2024)
- Skellefteå AIK, SHL (2023/2024 –)